# Hermann Schaffer
Hermann Schaffer (Pseudonym: M. M. Palma; * 26. Oktober 1831 in  Schweidnitz, Provinz Schlesien; † 9. Dezember 1914 in Ratibor, Oberschlesien) war ein deutscher katholischer Geistlicher und Schriftsteller.

## Leben
Nach dem Abitur in Schweidnitz studierte Hermann Schaffer Theologie an der Universität Breslau. Die Priesterweihe empfing er im Juni 1855 in Breslau und wurde 1856 Kaplan in Reichenbach und 1858 in Neisse. Er war Hauslehrer in der Familie der Grafen Moritz und Gustav von Saurma-Jeltsch, wurde Herzoglicher Rat und unterrichtete 1861–1867 die Söhne des Herzogs von Ratibor auf Schloss Rauden. Seit Juli 1867 war Hermann Schaffer als Stadtpfarrer in der Liebfrauenkirche in Ratibor tätig. Er gründete vor Ort christlich-soziale Vereinigungen (1868 Christliche Mütter, 1874 Christliche Männer, 1885 hl. Notburga, 1888 hl. Cäcilia, 1889 hl. Teresa) und wirkte bei der Gründung des St.-Notburga-Heims. Im Jahr 1874 war er einer der Begründer der Ratibor-Leobschützer Zeitung. Seit 1876 war er Ehrenmitglied der katholischen Studentenverbindung KDStV Winfridia Breslau im CV. Hermann Schaffer war Mitglied der Deutschen Zentrumspartei dann  1870–1873 und 1876–1879 Mitglied des Preußischen Abgeordnetenhauses, wurde 1878 zum Geistlichen Rat und 1905 zum Päpstlichen Ehrenprälaten ernannt. Im Jahr 1909 trat er in den Ruhestand und wohnte im St.-Notburga-Heim in Ratibor.
Im Februar 1909 wurde Hermann Schaffer der Rote Adlerorden III. Klasse verliehen. Er wirkte als Theologe, Historiker, Heimatforscher, Autor und Lyriker.

## Schriften
- Zwei Vorträge an und über die Bruderschaft der ewigen Anbetung (Paramenten-Verein) zu Neisse gehalten von Hermann Schaffer, Weltpriester. Rosenkranz und Bär, 1865.
- Predigt am Buss- und Bettage dem 27. Juli 1870 in der Pfarrkirche zu Ratibor. Ratibor 1870.
- Katholisches Gesangbuch für Pfarrgemeinden. Zweite Auflage, Breslau 1882.
- Geschichte einer schlesischen Liebfrauengilde seit dem Jahre 1343. Ein Beitrag zu der Geschichte der Gilden und religiösen Bruderschaften. Verlag der Literarischen Bruderschaft, Ratibor 1883.
- Für Treu und Glauben ! Gedichte nach besonderer Auswahl herausgegeben. Lindner, Ratibor 1886. Neuausgabe 1990, ISBN 978-3-628-44060-1.
- Anrede bei der Einweihung des „Notburga-Heim“, einer Zufluchts-, Wohn- und Lernstätte für weibliche Dienstboten. Commissions-Verlag von Franz Goerlich, Breslau 1886.
- Trauerrede in der katholischen Pfarrgemeinde zu Ratibor gehalten von Stadtpfarrer Geistlichen Rat Hermann Schaffer bei der auf Ersuchen des Wohllöblichen Magistrats am 16. März angeordneten besonderen Gedächnißfeier des an diesem Tage beigesetzten † Kaisers Wilhelm. Rudolf Münzberg, Ratibor 1888.
- Anrede des Stadtpfarrers Herr Hermann Schaffer bei der am 24. Juni in der Pfarrkirche zu Ratibor gehaltener Gedächnißfeier für weiland Se. Majestät Kaiser Friedrich III. Ratibor 1888.
- Das Phönix-Sinnbild als Baum und Vogel. Festschrift zum 15. Oktober 1890. Archäologische Studie. Rudolf Münzberg, Ratibor 1890.
- Lasset uns beten ! F. Goerlich, Breslau 1894.
- Die ehemalige Dominikanerkirche zu Ratibor jetzt Kuratial Kirche zu Ratibor, baulich und geschichtlich geschildert von Hermann Schaffer. J. Schimitzel, Ratibor 1895.
- Die katholische Pfarrkirche zu Ratibor, baulich und geschichtlich geschildert von Hermann Schaffer, Stadtpfarrer. Verlag der Literarischen Bruderschaft, Ratibor 1905.
- Ratibor wie es war, ward und ist. Ratibor 1910.
- Blatter vom Lebenswege eines oberschlesischen Pfarrers. Selbstverlag, Ratibor 1915 (postum).